# Evanssellus foliatus
Evanssellus foliatus är en spindeldjursart som beskrevs av Ryke 1961. Evanssellus foliatus ingår i släktet Evanssellus och familjen Ologamasidae. Inga underarter finns listade i Catalogue of Life.